# Kolevia
Kolevia is een geslacht van weekdieren uit de klasse van de Gastropoda (slakken).

## Soort
- Kolevia bulgarica Georgiev & Glöer, 2015